# China Northern Airlines
China Northern Airlines (中国北方航空公司) (IATA: CJ • OACI : CBF) est une compagnie aérienne chinoise, qui a fusionné avec China Southern et basée à Shenyang.

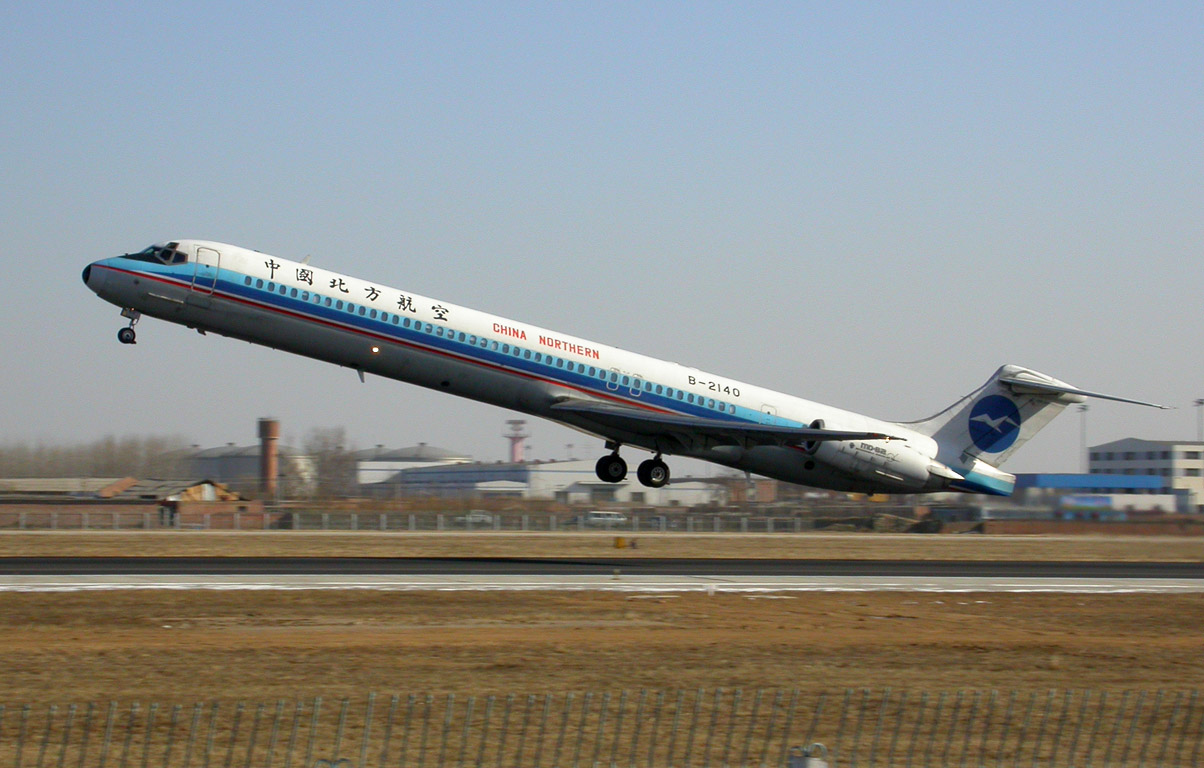
Un MD-82 de China Northern Airlines à Pekin en 2004

## Accidents
- Vol 6136 China Northern Airlines : Un MD-82 s'abîme en mer à la suite d'un incendie intentionnel près de Dalian ; 112 morts.